# 원맨 밴드

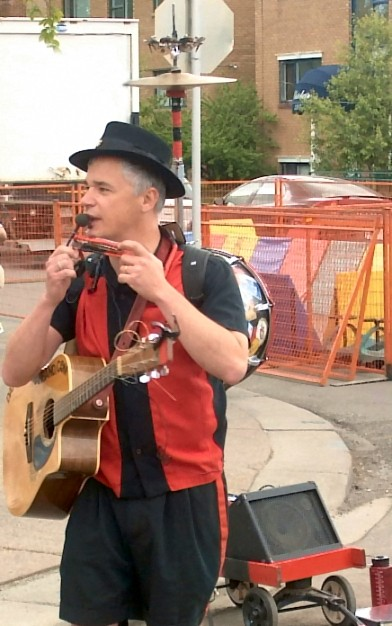
캘거리의 원맨 밴드

원맨 밴드(영어: one-man band)는 혼자서 여러 악기를 동시에 연주하는 거리 공연자의 일종이다. 혼자 활동하는 음악 밴드와는 개념이 다르다.